# Calle de Entenza
La calle de Entenza (en catalán, carrer d'Entença) está situada en el distrito del Ensanche de Barcelona, España. El nombre se aprobó el 19 de diciembre de 1863 en honor al noble y capitán de numerosas expediciones hacia Oriente durante el siglo XIII, Berenguer VI de Entenza.
El trazado figuraba en el proyecto del ingeniero y urbanista catalán Ildefonso Cerdá bajo el número 15, sin embargo, la ampliación y remodelación posterior de las barriadas de Les Corts, Sarrià y Sants en 1925, que propiciaron la llegada del trazado a la Avenida Diagonal, provocaron que la calle perdiera la forma recta típica de la perfección cuadriculada del ensanche. A partir de los años 1980's, la calle pasó a ser una zona de prostitución.